# Třída Austin
Třída Austin je třída výsadkových lodí amerického námořnictva řazená do kategorie Amphibious Transport Dock. Plavidla jsou určena pro přepravu, výsadek a podporu jednotky americké námořní pěchoty. K tomu jsou vybavena přistávací palubou a dokem. Slouží též jako sekundární operační platformy pro letecké operace výsadkových svazů. Vhodné jsou též při evakuacích a živelních pohromách.
V letech 1965–1971 bylo dokončeno 12 lodí této třídy. Všechny, vyjma USS Ponce, byly vyřazeny v letech 2005–2014. Ve službě je nahradila nová třída San Antonio. Ponce byla roku 2012 upravena na předsunutou plovoucí základnu a vyřazena roku 2017. Jediným zahraničním uživatelem třídy je Indie.

## Stavba

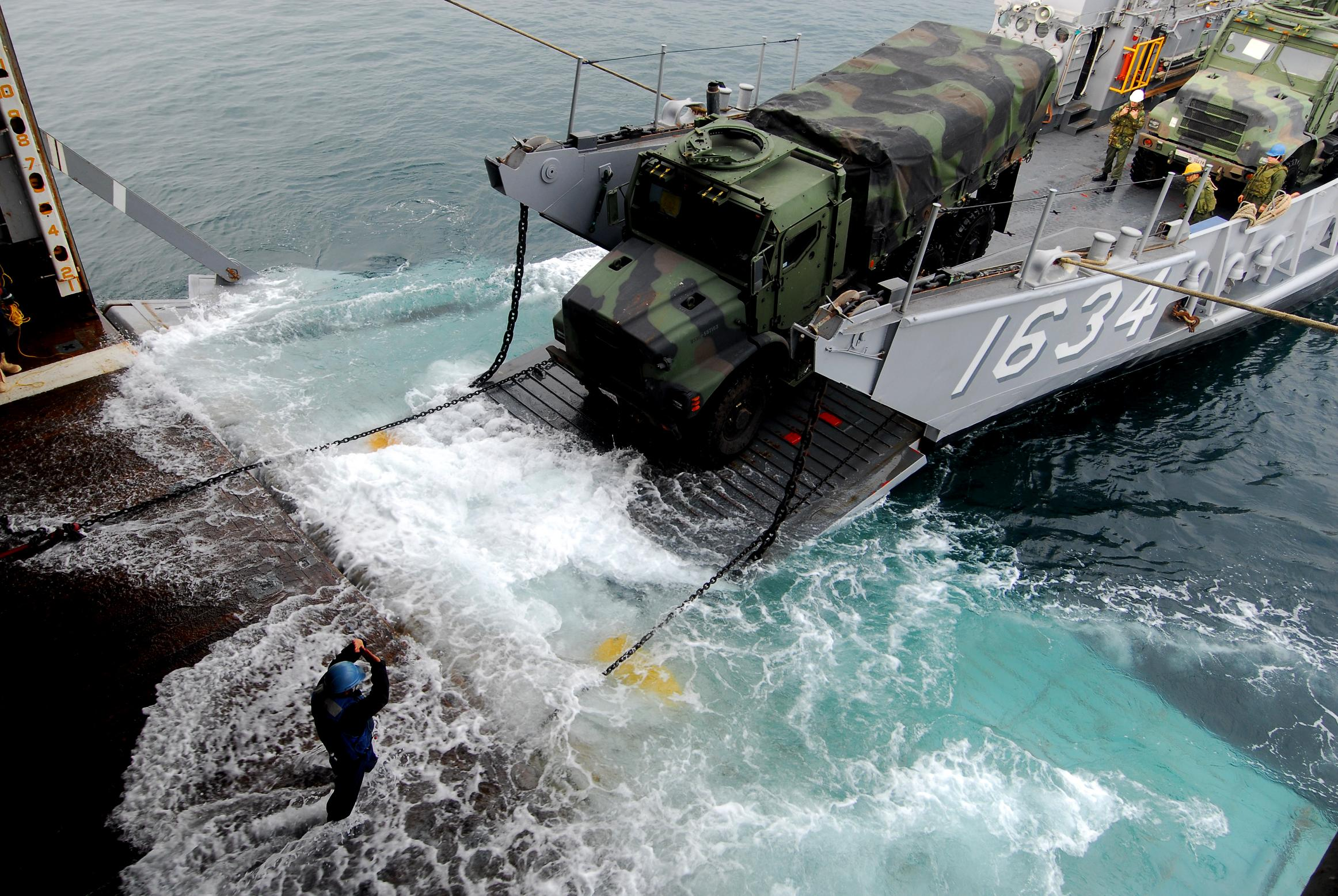
V doku USS Juneau jsou nakládána vozidla do výsadkového člunu LCU.

Jednotky LPD 4-6 postavila loděnice New York Naval Shipyard v New Yorku, jednotky LPD-7 a LPD-8 postavila loděnice Ingalls Shipbuilding v Pascagoule ve státě Mississippi a konečně LPD 9-15 postavila loděnice Lockheed Shipbuilding and Construction Company v Seattlu. USS Coronado (LPD-11) byla později upravena na velitelskou loď a neslouží již původnímu účelu. Proto nese nové označení USS Coronado (AGF-11).
Jednotky třídy Austin:
| Jméno                            | Loděnice                | Spuštěna          | Vstup do služby   | Status                                                                                                |
| -------------------------------- | ----------------------- | ----------------- | ----------------- | --- |
| USS Austin (LPD-4)               | New York Naval Shipyard | 27. června 1964   | 6. února 1965     | vyřazena 2006                                                                                         |
| USS Ogden (LPD-5)                | New York Naval Shipyard | 27. června 1964   | 19. června 1965   | vyřazena 2007                                                                                         |
| USS Duluth (LPD-6)               | New York Naval Shipyard | 14. srpna 1965    | 18. prosince 1965 | vyřazena 2005                                                                                         |
| USS Cleveland (LPD-7)            | Ingalls Shipbuilding    | 7. května 1966    | 21. dubna 1967    | vyřazena 2011                                                                                         |
| USS Dubuque (LPD-8)              | Ingalls Shipbuilding    | 6. srpna 1966     | 1. září 1967      | vyřazena 2011                                                                                         |
| USS Denver (LPD-9)               | Lockheed Shipbuilding   | 23. ledna 1965    | 26. října 1968    | Vyřazena 2014. Roku 2022 potopena jako cvičný cíl.                                                    |
| USS Juneau (LPD-10)              | Lockheed Shipbuilding   | 12. února 1966    | 12. července 1969 | vyřazena 2008                                                                                         |
| USS Coronado (AGF-11, ex LPD-11) | Lockheed Shipbuilding   | 30. července 1966 | 23. května 1970   | vyřazena 2006                                                                                         |
| USS Shreveport (LPD-12)          | Lockheed Shipbuilding   | 22. října 1966    | 12. prosince 1970 | vyřazena 2007                                                                                         |
| USS Nashville (LPD-13)           | Lockheed Shipbuilding   | 7. října 1967     | 14. února 1970    | vyřazena 2009                                                                                         |
| USS Trenton (LPD-14)             | Lockheed Shipbuilding   | 3. srpna 1968     | 6. března 1971    | Vyřazena 2007. Od 22. června 2007 provozována indickým námořnictvem jako INS Jalashwa (L41), aktivní. |
| USS Ponce (AFSB-I, ex LPD-15)    | Lockheed Shipbuilding   | 20. května 1970   | 10. července 1971 | Roku 2012 upravena na předsunutou plovoucí základnu. Vyřazena 14. října 2017.                         |

## Konstrukce

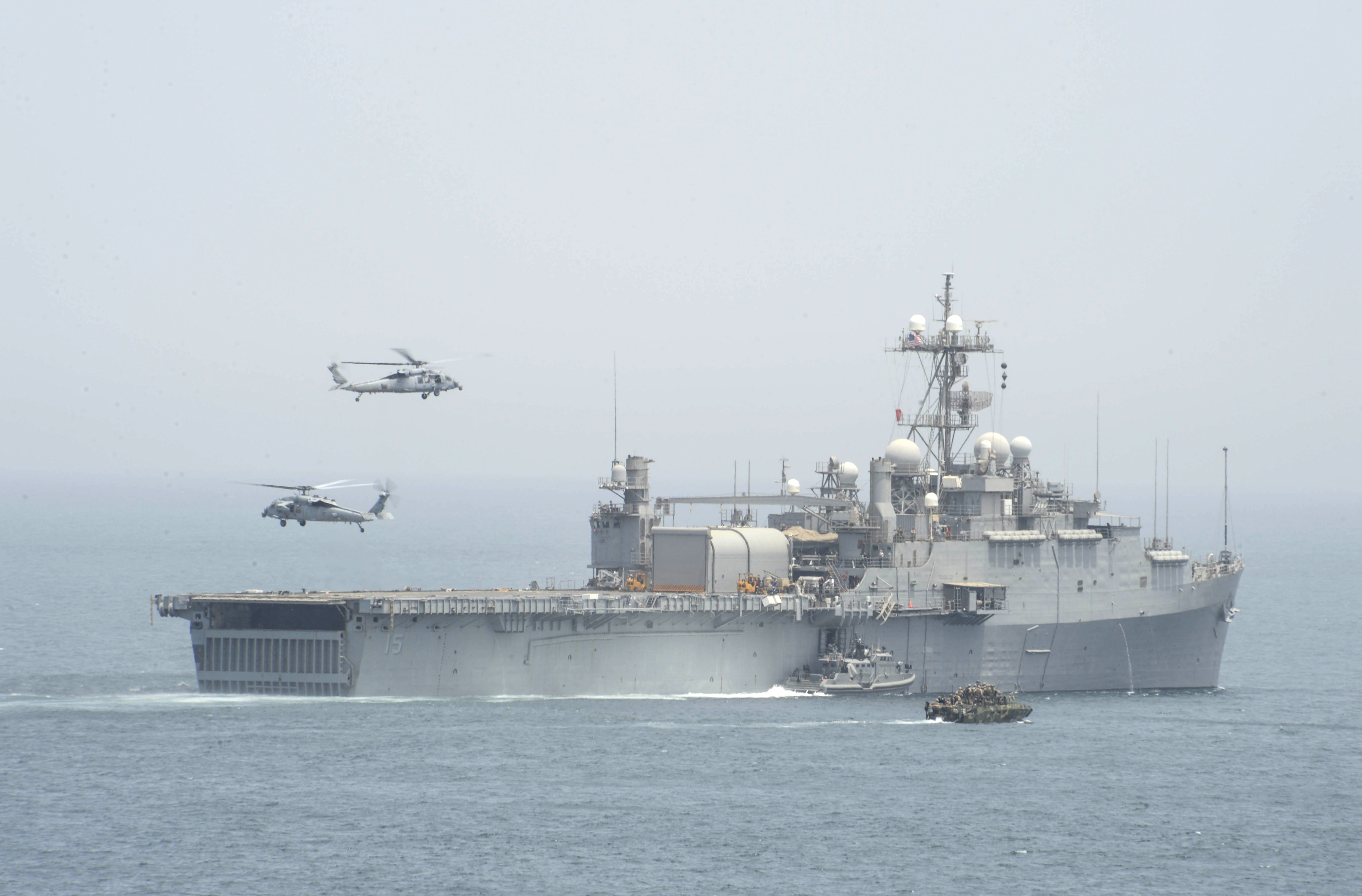
USS Ponce po přestavbě

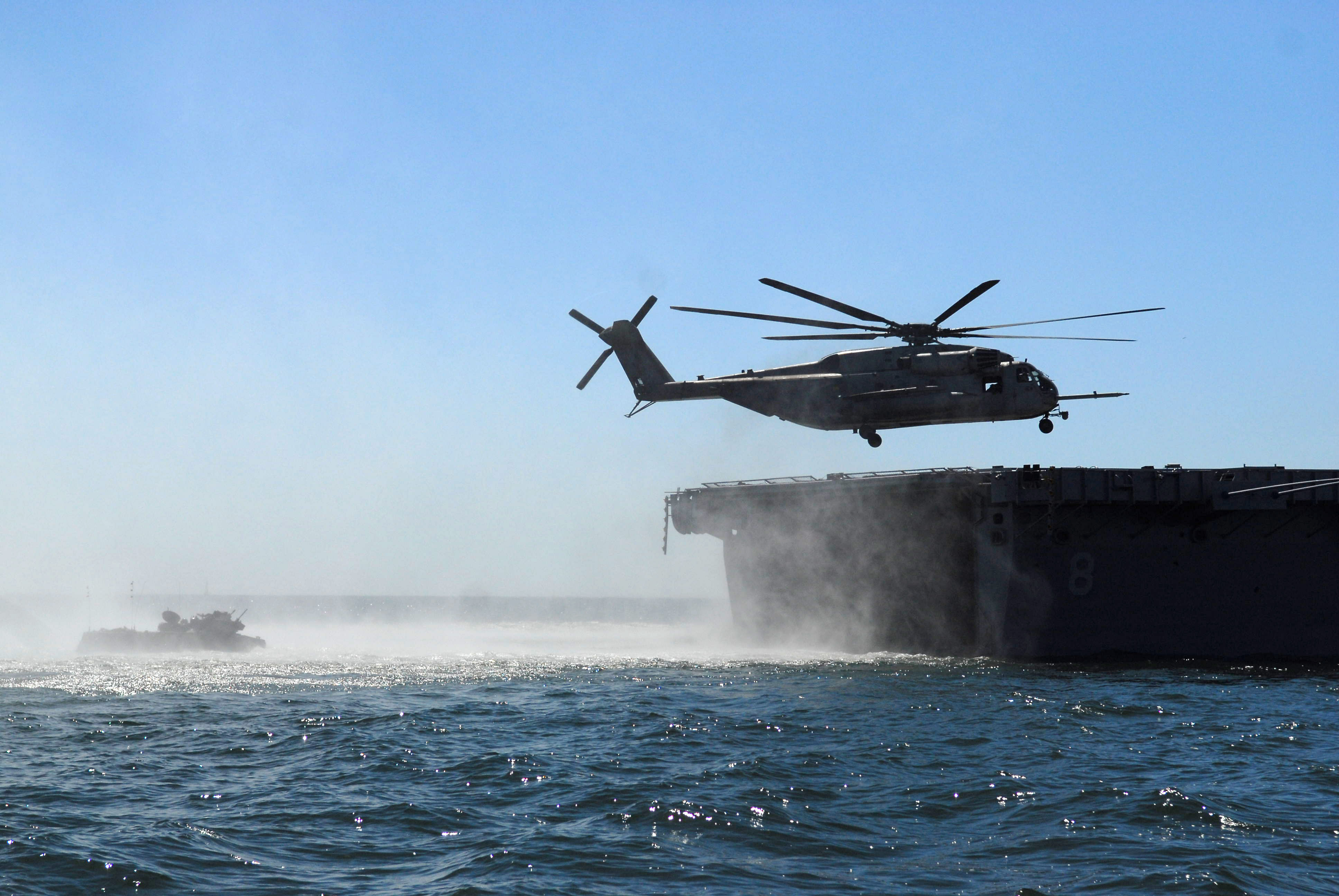
K doku USS Dubuque (LPD-8) připlouvá vozidlo AAV zatímco nad přistávací palubou je vidět vrtulník CH-53.

Třída Austin je tvarově podobná předchozí třídě Raleigh, má však větší rozměry a výtlak. Pojmou až 2 500 tun nákladu. Jednotky Cleveland až Nashville (LPD 7 - LPD 13) mají na můstku o jednu palubu více a mohou tak operovat jako vlajkové lodě výsadkového svazu. Posádku lodí tvoří 420 mužů (LPD 7–13 mají navíc 90 členů štábu) a až 930 vojáků námořní pěchoty (u LPD 7–13 o stovku méně).
V přední části lodí je nástavba, za nich je letová paluba a pod ní palubní dok pro výsadková plavidla. V doku o rozměrech 51×15×2 m mohou nést jeden výsadkový člun Landing Craft Utility (LCU), nebo jedno výsadkové vznášedlo Landing Craft Air Cushion (LCAC). Další možností jsou čtyři výsadkové čluny LCM-8, devět výsadkových člunů LCM-6 Landing Craft, anebo 24 obojživelných obrněných transportérů Amphibious Assault Vehicle (AAV).
Z přistávací paluby může operovat až šest transportních vrtulníků CH-46 Sea Knight či tři těžké transportní vrtulníky CH-53. Lodě mají malý teleskopický hangár pro jeden vrtulník (mimo LPD-4). Za dne zde může přistát též jeden útočný letoun VTOL typu AV-8 Harrier II.
Hlavní výzbroj po dokončení představovalo osm 76mm protiletadlových kanónů Mk 33 ve dvouhlavňových věžích. Později byl jejich počet redukován na polovinu (1977-78) a naopak byly přidány dva kanónové systémy blízké obrany Phalanx. Po vyřazení všech starších 76mm protiletadlových kanónů (1992-93) lodě nesou dva 25mm automatické kanóny Mk 38 Mod 0, dva systémy blízké obrany Phalanx a osm 12,7mm kulometů. Pohon zajišťují dvě turbíny De Laval a dva kotle Foster&Wheeler. Lodní šrouby jsou dva. Nejvyšší rychlost je 21 uzlů. Pro manipulaci s nákladem jsou vybaveny jedním jeřábem s nosností 30 tun a šesti s nosností čtyři tuny.

## Operační nasazení

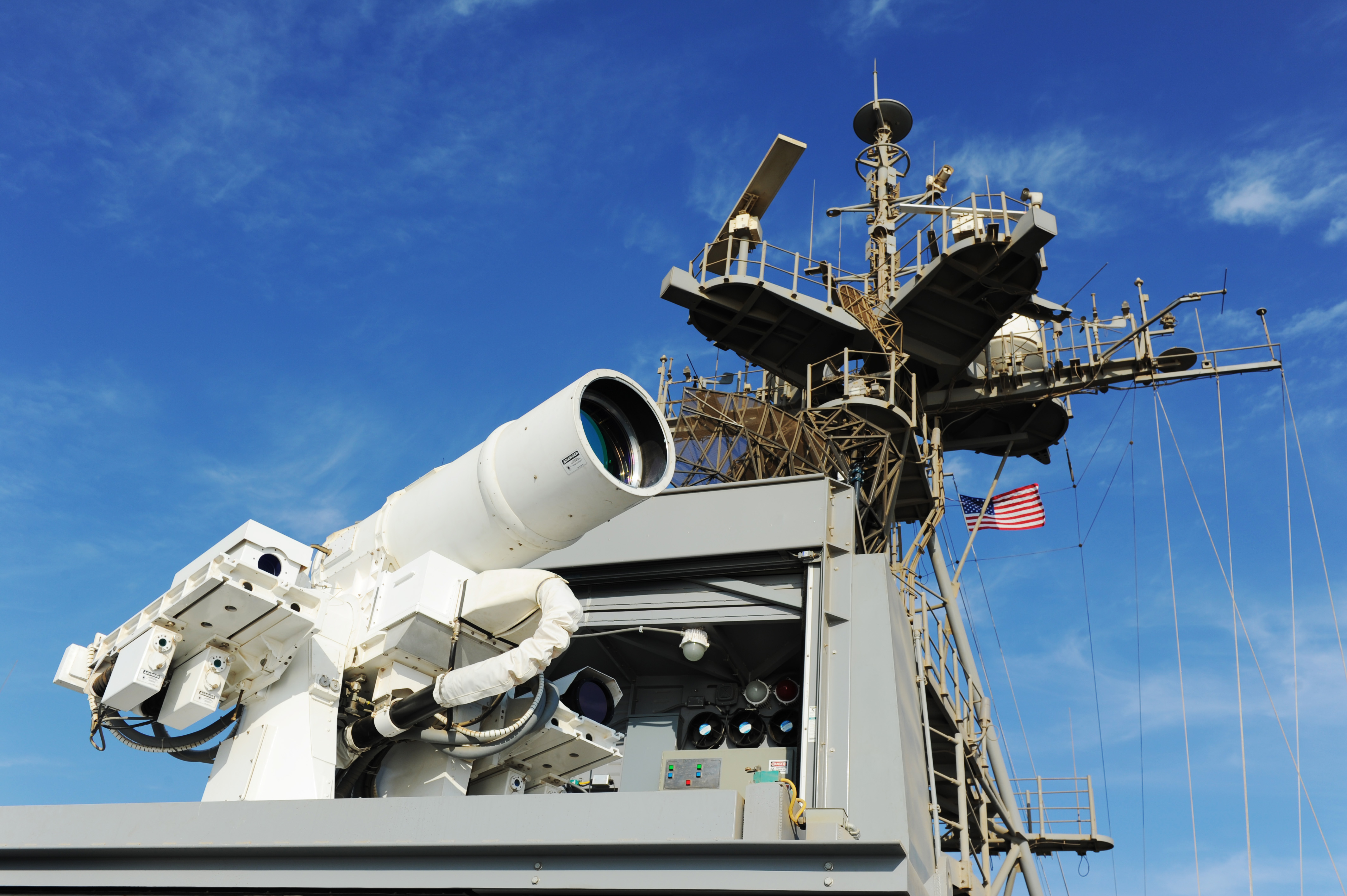
Laserový systém blízké obrany AN/SEQ-3 na palubě USS Ponce

Užitečnost LPD jako sekundárních operačních platforem pro letecké operace prokázala Duluth na počátku války v Iráku. Americké námořnictvo využilo malého ponoru lodi, která operovala v mělkých vodách poblíž poloostrova Al-Faw. Tam na ní mohly doplnit palivo letouny a vrtulníky z větších plavidel operujících dále na jihovýchod.
Po vypuknutí druhé libanonské války v roce 2006 zajistila výsadková loď Trenton evakuaci více než 3 500 amerických občanů ze země. Ponce byla od srpna 2014 požívána ke zkouškám laserové zbraně LaWS (Laser Weapon System).